# American Broadcasting Company
American Broadcasting Company (častěji používaná zkratka ABC) je americká společnost, která se zabývá televizním a radiovým vysíláním. Byla založena v roce 1943 jako NBC Blue network. ABC je v současnosti ve vlastnictví The Walt Disney Company. Poprvé vysílala pro televizory v roce 1948. Firemní vedení sídlí v New Yorku, ačkoli programové kanceláře se nacházejí v Burbanku v Kalifornii, poblíž tamních The Walt Disney Studios a Disneyho vedení firmy.

## Aktuální programy
Mezi vysílané programy současnosti patří:
| Název                                       | Premiérové datum                                        | Aktuální řada                          |
| Drama                                       | Drama                                                   | Drama                                  |
| ------------------------------------------- | ------------------------------------------------------- | -------------------------------------- |
| Chirurgové                                  | 27. březen 2005                                         | 17                                     |
| Dobrý doktor                                | 25. září 2017                                           | 4                                      |
| Station 19                                  | 22. března 2018                                         | 4                                      |
| A Million Little Things                     | 26. září 2018                                           | 3                                      |
| Zelenáč                                     | 16. října 2018                                          | 4                                      |
| For Life                                    | 11. února 2020                                          | 2                                      |
| The Big Sky                                 | 17. listopadu 2020                                      | 1                                      |
| Komedie                                     |                                                         |                                        |
| Felix the Cat Live                          | 7. června 1975                                          | 52                                     |
| Goldbergovi                                 | 24. září 2013                                           | 8                                      |
| Black-ish                                   | 24. září 2014                                           | 7                                      |
| Americká manželka                           | 11. září 2016                                           | 5                                      |
| The Conners                                 | 16. října 2018                                          | 3                                      |
| Mixed-ish                                   | 24. září 2019                                           | 2                                      |
| Reality-show                                |                                                         |                                        |
| America's Funniest Home Videos              | 26. listopadu 1989 (jako speciál) 14. ledna 1990        | 30                                     |
| The Bachelor                                | 25. března 2002                                         | 24                                     |
| The Bachelorette                            | 8. ledna 2003                                           | 16                                     |
| Dancing with the Stars                      | 1. června 2005                                          | 29                                     |
| Shark Tank                                  | 9. srpna 2009                                           | 11                                     |
| The Great Christmas Light Fight             | 9. prosince 2013                                        | 7                                      |
| Bachelor in Paradise                        | 4. srpna 2014                                           | 6                                      |
| The Great American Baking Show              | 30. listopadu 2015                                      | 5                                      |
| American Idol                               | 11. června 2002–7. dubna 2016 (Fox) 11. března 2018     | 18                                     |
| Holey Moley                                 | 20. června 2019                                         | 2                                      |
| The Genetic Detective                       | 26. května 2020                                         | 1                                      |
| The Bachelor Presents: Listen to Your Heart | 12. dubna 2020                                          | 1                                      |
| Emergency Call                              | 28. září 2020                                           | 1                                      |
| Soutěžní pořady                             |                                                         |                                        |
| Celebrity Family Feud                       | 24. června 2008–29. července 2008 (NBC) 21. června 2015 | 7                                      |
| To Tell the Truth                           | 1956–2002 (CBS, NBC) 14. června 2016                    | 30                                     |
| The $100,000 Pyramid                        | 1973–2012 (CBS, GSN, ABC) 26. června 2016               | 1,211 (1973–1988) 40 (2012) 39 (2016–) |
| Match Game                                  | 1962–79 (NBC, CBS) 26. června 2016                      | 47                                     |
| Press Your Luck                             | 12. června 2019                                         | 2                                      |
| Card Sharks                                 | 12. června 2019                                         | 11                                     |
| Don't                                       | 11. června 2020                                         | 1                                      |
| Who Wants to Be a Millionaire               | 1999–2002, 2004, 2009, 2020                             | 22                                     |
| Supermarket Sweep                           | 1965–1967, 2020                                         | 12                                     |
| Telenovaly                                  |                                                         |                                        |
| General Hospital                            | 1. dubna 1963                                           |                                        |
| Ocenění                                     |                                                         |                                        |
| American Music Awards                       | 19. února 1974                                          | 46                                     |
| Oscar                                       | 17. dubna 1961                                          | 58                                     |
| Country Music Association Awards            | 6. listopadu 2006                                       | 13                                     |
| Miss America Competition                    | 15. ledna 2011                                          | 8                                      |
| Talk show                                   |                                                         |                                        |
| The View                                    | 11. srpna 1997                                          | 23                                     |
| Jimmy Kimmel Live!                          | 26. ledna 2003                                          | 18                                     |
| GMA3: What You Need To Know                 | 10. září 2018                                           | 2                                      |

## Nadcházející programy
| Název                            | Premiérové datum |
| Drama                            | Drama            |
| -------------------------------- | ---------------- |
| Fall and Rise: The Story of 9/11 | 2021             |
| Rebel                            | 2021             |
| Komedie                          |                  |
| Call Your Mother                 | 2020–2021        |
| Reality-show                     |                  |
| The Bachelor Summer Games        | léto 2021        |
| Soutěžní pořady                  |                  |
| The Hustler                      | 2020             |
| The Chase                        | 2020–2021        |
| Generation Gap                   | TBA              |
| Ultimate Surfer                  | TBA              |

## Předchozí programy
Výběr předchozích seriálů stanice:
- MacGyver (1985-1992)
- Krok za krokem (1991-1997)
- Zoufalé manželky (2004-12)
- Ztraceni (2004-10)
- Ošklivka Betty (2006-10)
- Řekni, kdo tě zabil (2007-09)
- Flash Forward – Vzpomínka na budoucnost (2009-10)
- Castle na zabití (9. březen 2009-2016)
- No Ordinary Family (2010-11)
- Pan Am (2011-12)
- Tělo jako důkaz (2011-13)
- Poslední základna (2012-13)
- Nashville (10. října 2012-16)
- Once Upon a Time in Wonderland (2013)
- Super Fun Night (2013-14)
- Selfie (2014)
- Manhattan Love Story (2014)
- Forever (2015)
- Agent Carter (6. ledna 2015-16)
- The Astronaut Wives Club (2015)
- Blood and Oil (27. září 2015-16)
- Wicked City (27. října 2015-16)
- Mupeti (22. září 2015-16)
- Mistresses (3. července 2013-2016)
- Právem odsouzeni (2016-2017)
- Tajnosti a lži (1. března 2015-2017)
- American Crime (5. března 2015-2017)
- The Catch (2016-2017)
- Notorious (2016-2017)
- Dr. Ken (2. října 2015-2017)
- The Real O'Neals (2016-2017)
- Poslední chlap (2011–2017)
- Whose Line Is It Anyway? (1998–2017)
- The Mayor (2017)
- Skandál (5. dubna 2012–2018)
- Prezident v pořadí (2016–2018, od 3. řady – Netflix)
- Somewhere Between (2017–2018)
- Marvel's Inhumans (29. září 2017–2018)
- Ten Days in the Valley (1. října 2017–2018)
- Kevin (Probably) Saves the World (3. října 2017–2018)
- The Crossing (2. dubna 2018–2018)
- Mistr iluze (11. března 2018–2018)
- Alex, Inc. (28. března 2018–2018)
- Bylo, nebylo (23. října 2011–2018)
- Quantico (2015–2018)
- Roseanne (1988–1997, 27. března 2018–2018)
- Průměrňákovi (30. září 2009–2018)
- Take Two (21. června 2018–13. září 2019)
- For the People (13. března 2019–16. května 2019)
- Whiskey Cavalier (24. února 2019–22. května 2019)
- The Fix (18. března 2019–20. května 2019)
- Život beze slov (21. září 2016–12. dubna 2019)
- Splitting Up Together (27. března 2018–9. dubna 2019)
- Taková moderní rodinka (23. září 2009–8. dubna 2020)
- Agenti S.H.I.E.L.D. (24. září 2013–12. srpna 2020)
- Vražedná práva (25. září 2014 – 14. května 2020)
- Emergence (24. září 2019 – 28. ledna 2020)
- The Baker and the Beauty (13. dubna 2020 –1. června 2020)
- Single Parents (26. září 2018 – 13. května 2020)
- Schooled (9. ledna 2019 – 13. května 2020)